# Montagut (Landes)
Montagut (en francès Montégut) és un municipi francès situat al departament de les Landes i a la regió de la Nova Aquitània. Com a micropoble, el 1997 s'ha afiliat a la Mancomunitat de municipis del Pays de Vilanava d'Armanyac de les Landes, que uneix dotze pobles de l'entorn.
Mantagut és una bastida fundada al segle xiv per Guillem de Montagut, cavaller i senescal del Ducat d'Aquitània, actuant en nom d'Eduard II, rei d'Anglaterra i duc d'Aquitània.

## Demografia
| 1962                                       | 1968 | 1975 | 1982 | 1990 | 1999 | 2007 | 2020 |
| ------------------------------------------ | ---- | ---- | ---- | ---- | ---- | ---- | ---- |
| 103                                        | 106  | 89   | 91   | 79   | 81   | 71   | 76   |
| Des de 1962: població sense dobles comptes |      |      |      |      |      |      |      |